# 北桥 (上海)
北橋是中國上海市閔行區的一個地名，位於沪闵路和北松公路交会处附近。歷史上曾有北橋鎮，後來併入顓橋鎮。

## 歷史
元朝至元三年（1337），松江府设立一個叫作北桥务的酒业税务机构，北桥地名來源於此。不過明朝嘉靖年間的《上海县志》則表示鸣鹤桥，俗稱北桥。北橋地名也可能來源自橋名。
明代时，颛桥归北桥镇管辖。上海特別市從上海縣劃出後，北橋成為上海縣的縣治所在地。1944年7月，北桥镇改称放鹤镇。中國抗日戰爭結束后，又改成北桥乡。2000年10月18日，北橋鎮併入颛桥镇。